# دهه ۱۳۶۰ (خورشیدی)
دهه ۱۳۶۰ صد و سی و ششمین دهه تقویم هجری خورشیدی است. این دهه از روز ۱ فروردین ۱۳۶۰ آغاز شد و در تاریخ ۲۹ اسفند ۱۳۶۹ به پایان رسید این دهه در تقویم گاهشماری میلادی معادل ۲۰ مارس ۱۹۸۱ تا ۲۰ مارس ۱۹۹۱ میلادی می‌باشد. از رویدادهای مهم و تاریخی این دهه می‌توان به جنگ ایران و عراق و رشد بی‌سابقه جمعیت در ایران اشاره نمود.

## رویدادها
- جنگ شوروی در افغانستان
- کودتای نوژه
- جنگ ایران و عراق
- اعدام زندانیان سیاسی (تابستان ۱۳۶۷)

## زادگان
- پیام لاریان، نمایشنامه نویس و کارگردان تئاتر(۱۳۶۰)
- سیروان خسروی، آهنگساز و خواننده، نوازنده، کیبورد، تنظیم‌کننده (۱۳۶۱)
- محسن شیرالی، ترانه‌سرا و شاعر (۱۳۶۲)
- طناز طباطبایی، بازیگر سینما، تلویزیون و تئاتر (۱۳۶۲)
- الناز شاکر دوست، بازیگر سینما، تلویزیون و تئاتر (۱۳۶۳)
- محسن یگانه، خواننده، آهنگساز، ترانه‌سرا، نوازنده و تنظیم‌کننده (۱۳۶۴)
- باران کوثری، بازیگر سینما، تلویزیون و تئاتر (۱۳۶۴)
- ارغوان رضایی، تنیس باز ایرانی‌تبار مقیم فرانسه و مشهور به «ملکه تنیس ایران» است. (۱۳۶۶)
- فرزاد فرزین، خواننده، آهنگساز ایرانی (۱۳۶۰)
- میلاد کی مرام، بازیگر ایرانی (۱۳۶۴)
- سروش لشکری، رپر ایرانی، پدر رپ فارسی (۱۳۶۴)
- اشکان فدایی، رپر ایرانی (۱۳۶۸)

## درگذشتگان
- هایده خواننده ایرانی (۱۳۶۸)
- لیلا کسری مشهور به هدیه، ترانه‌سرا و شاعر (۱۳۶۸)
- روح‌الله خمینی اولین رهبر جمهوری اسلامی (۱۳۶۸)